# سنجاب أبرت
سنجاب أبرت (بالإنجليزية: Abert's squirrel)‏ هو نوع من جنس السنجاب يستوطن جبال روكي في المنطقة الممتدة من الولايات المتحدة إلى المكسيك.